# Orden vom Heiligen Jakob

Jacques Charles Bar, Ritter von St. Jakob in Holland. Paris 1778/79. Musée du Louvre. Collection Edmond de Rothschild

Die Orde van Sint Jacob (deutsch: Orden vom Heiligen Jakob) ist ein holländischer Ritterorden, der 1290 oder 1279 von Graf Floris V. von Holland als Ritterorden mit dreizehn Mitgliedern gegründet wurde. Der deutsch-britische Autor von Ritterorden, Peter Bander van Duren, beschreibt den Orden als einen „Catholic-founded order of knighthood“ (katholisch gegründeter Ritterorden). Derzeit bekleidet ein Mitglied der fürstlichen Familie Bentheim-Steinfurt als Rechtsnachfolger der Grafen von Holland die höchste Autorität innerhalb des Ordens.

## Entstehungsgeschichte
Die genauen Details der Entstehungsgeschichte bleiben zwar zu einem gewissen Grad unklar, doch erlauben historische Chroniken und archivalische Quellen fundierte Rückschlüsse auf die Ursprünge sowie die kulturelle und institutionelle Bedeutung des Ordens.
Eine Passage aus der Chronik von Holland des „Klerk uit de laage landen“ (Anfang des 14. Jahrhunderts) enthält einen Bericht über die Gründung eines Ritterordens durch Graf Floris V. Sie nennt den Orden nicht namentlich:
„Grave Florys, deze eedele vorste, als hy die Vlamingen wederstaen hadde, besette hy Zeelant, ende tooch in Hollant. Ende als hy daer een tyt vredelick geweest hadde, dochte hy over, hoe dat hy in zynre tyt alsoe veel gheoorloocht ende zoe merlgen bloedigen stryt gestreden ende gestormt hadde, ende oick in eenre sterfte zoe veel gestorven dat hy al te luttel ridderscaps in zynen lande hadde, des hy qualiken te vreeden was. Ende om zyn ridderscap te meeren zoe ontboet hy, op enen heiligen kersdach by hem te hove te comen veertich, die ryckste ende oirbaerste huysluyden, die hy in den lande van Hollant bevinden conde, ende die wel gegoet waren ridders staet te houden. Mit dese XL. goede mannen hylt hy hoegen hof, ende int eynde van den maeltyt zoe sloech hy se ridder, ende gaf hem wapen, ende beval hem voirtaen ridderscap te oeffenen, ende wel te doen ende varen elc hoers weeghes. … Aldus soe eerde dese eedele grave syn goede luden, die eerbaer en duegende waren van weldaden ende van rycheeden, ende en sach die (af) coemst nyet an; maer hy meerde zyn ridderscap ende zyn eedel lude, daer hy hem zelven ende zun lant meede eerde; wanttet immer eerlick (= eervol) is, dat veel ridders in eenen lant syn. Hier om ende omdat hy zyn goede huysluden alsoe dueen te beroemen plach ende lief hadde, soe haddens die oude ridderscap sommigen groten nyt, ende plagen desen grave te noemen der keerlen God’“
Deutsche Übersetzung:

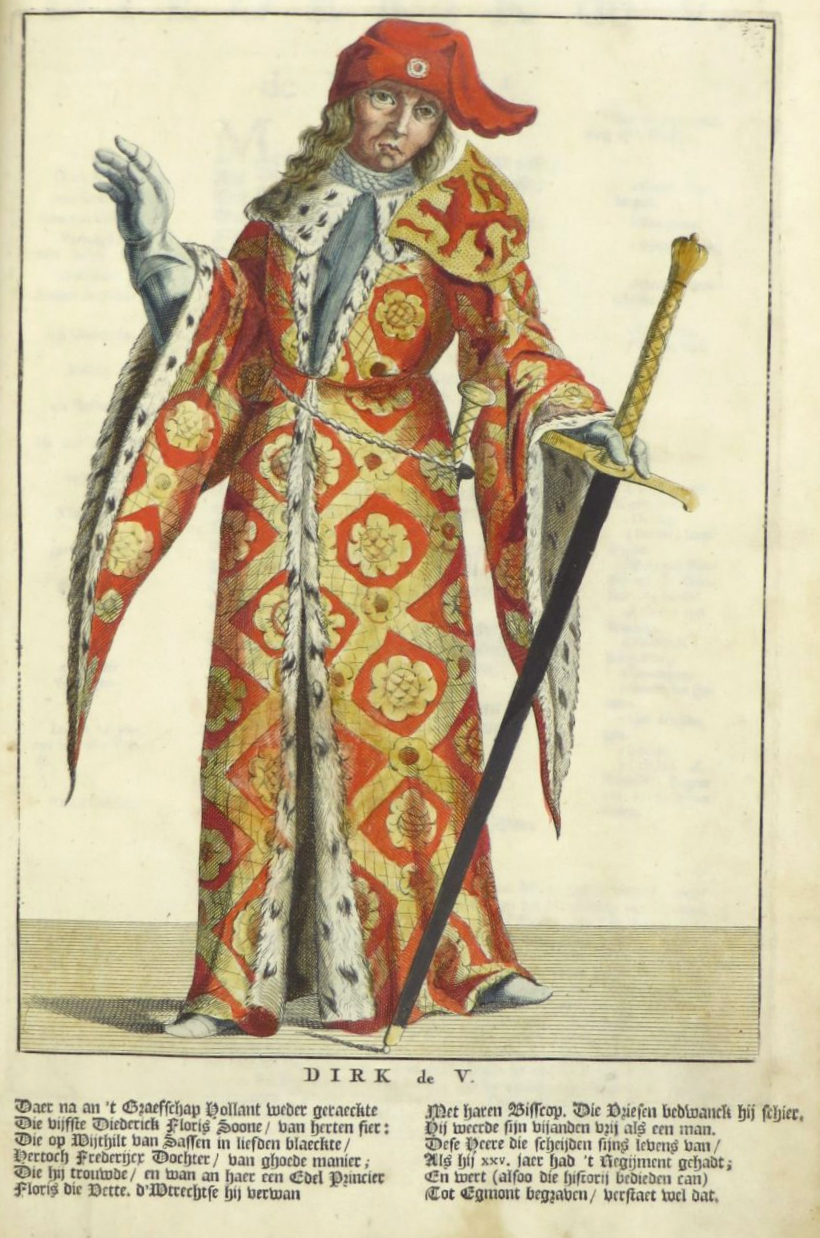
Dirk V. (1054 – 1091), ein friesischer Graf (comes Fresonum), der über die Gebiete herrschte, die später als Grafschaft Holland bekannt wurden. Er war der Sohn von Geertruida von Sachsen und ihrem ersten Ehemann Floris I. Quelle: Hollandse jaar-boeken of Rijm-kronijk van Melis Stoke. Behelsende de geschiedenissen des lands, onder de Princen van het eerste Huis, tot den jare 1305.

„Graf Floris, dieser edle Fürst, nachdem er den Flamen Widerstand geleistet hatte, besetzte Seeland und zog nach Holland. Und als er dort eine Zeit lang in Frieden gewesen war, bedachte er, wie viel er in seiner Zeit gekriegt und wie viele blutige Schlachten er geschlagen und gestürmt hatte, und auch wie viele in einer Pest gestorben waren, sodass er zu wenige Ritter in seinem Land hatte, womit er kaum zufrieden war. Und um seine Ritterschaft zu mehren, berief er an einem heiligen Weihnachtstag vierzig der reichsten und angesehensten Hausleute, die er im Land Holland finden konnte und die wohlhabend genug waren, den Ritterstand zu halten, an seinen Hof. Mit diesen vierzig guten Männern hielt er einen hohen Hof, und am Ende des Mahles schlug er sie zu Rittern, gab ihnen Wappen und befahl ihnen, fortan die Ritterschaft zu üben und Gutes zu tun und jeder seinen Weg zu gehen. … So ehrte dieser edle Graf seine guten Leute, die ehrenhaft und tugendhaft waren an Taten und Reichtum, und er achtete nicht auf deren Herkunft; sondern er mehrte seine Ritterschaft und seine edlen Leute, womit er sich selbst und sein Land ehrte; denn es ist immer ehrenhaft, dass viele Ritter in einem Land sind. Aus diesem Grund und weil er seine guten Hausleute so zu rühmen pflegte und liebte, hegten einige der alten Ritterschaft großen Neid und pflegten diesen Grafen ‚den Gott der Kerle‘ zu nennen.“
Zitiert in: F. van Mieris (Hrsg.): Chronyk van Holland, van den klerk uit de laage landen by der zee […]. Met eenige aantekeningen zoo van Petrus Scriverius als van den uitgeever. Leyden, 1740; Siehe auch: Tijdschrift voor Nederlandse Taal- en Letterkunde. Jahrgang 107. E.J. Brill, Leiden 1991.
Im Jahr 1551 verweist Johan Reygersberg (1500 - ) auf den Orden, als er die seeländischen Familien Borselen, Renesse und Cruyningen am Ende des 13. Jahrhunderts bespricht. Reygersberg war Apotheker und Historiker. Nach seiner Flucht vor der Flut von 1530 in Noord-Beveland wurde er Bürger (niederländisch: poorter) von Veere. Reygersberg genoss die Freundschaft der Herren von Borselen (siehe: A.J. van der Aa, Biographisch Woordenboek der Nederlanden 16. 1874, S. 186–187).
In 1626 beschrieb Christoforus Butkens (1591–1650), ein Mönch des Klosters St. Salvator in Antwerpen, den Orden sehr detailliert, basierend unter anderem auf Primärquellen.

Aubertus Miraeus (le Mire) (1573–1640), ein südniederländischer Humanist, Philologe und Historiograph, fand die Erwähnung des Ordens in einem alten niederländischen (niederdeutschen) Manuskript namens „Register der Ritterschaft in Den Haag“. Er übersetzte den Abschnitt ins Lateinische und nahm ihn in seine „Donationes Belgicae“ (Belgische Schenkungen) auf. Der Inhalt des Manuskripts stammte aus einem Haager Register ritterlicher Orden.

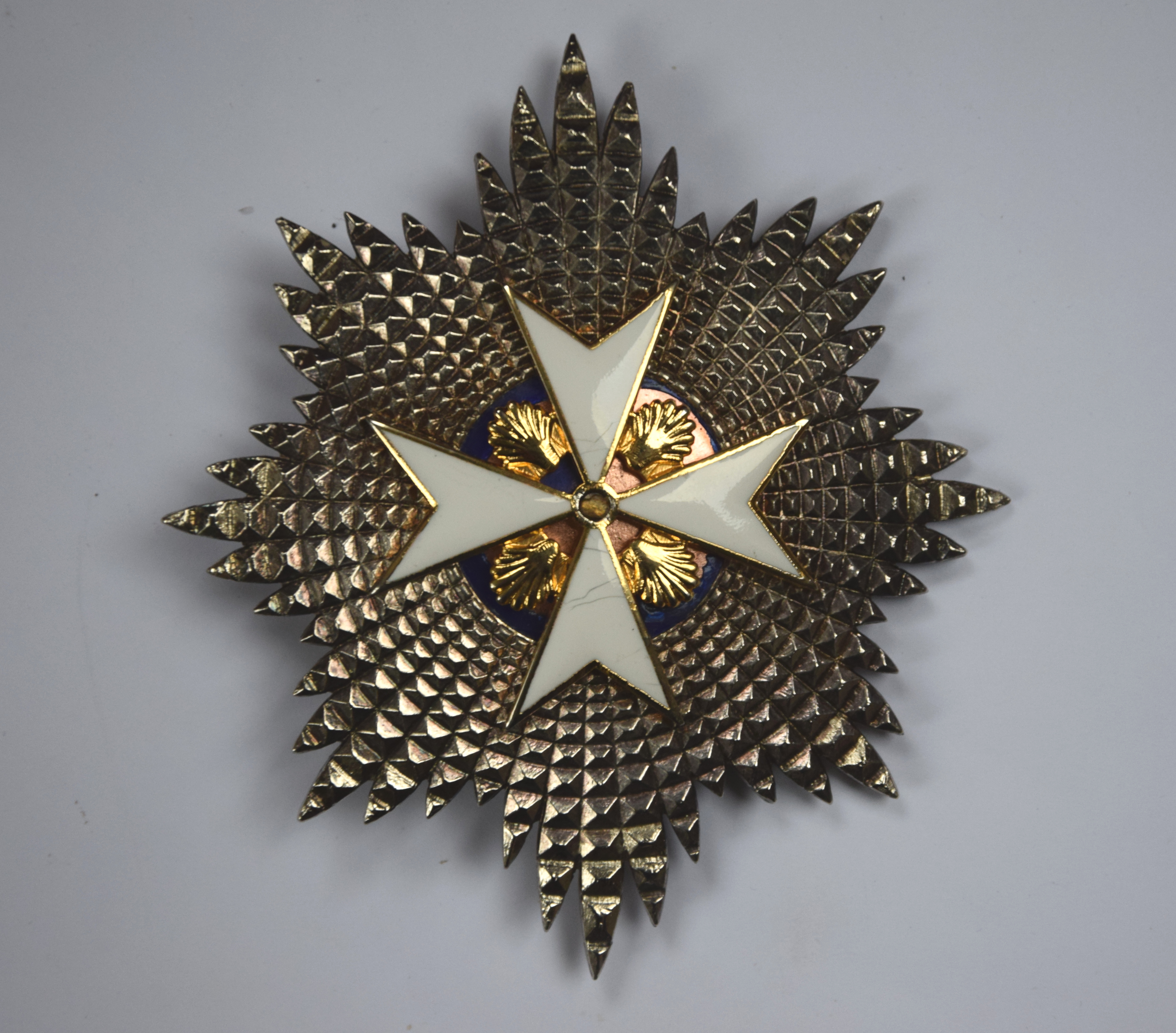
Bruststern des Ordens von Sankt Jakob, hergestellt in Schoonhoven von G.J. van den Bergh Zilverwerken im 20. Jahrhundert (Privatsammlung).

### Der Ritterschlag nach Verdienst in der „Rijmkroniek“
Die „Rijmkroniek“ erwähnt den Ritterschlag nach Verdienst, sowohl von Adeligen als auch von Männern nicht-adeliger Geburt, die in der Stadt lebten. Die erste Gelegenheit ist die Beschreibung der Schlacht von Duiveland, wo am 20. März 1304 (acht Jahre nach der Ermordung Floris' V.) ein kombiniertes holländisch-stiftisches Heer eine schwere Niederlage gegen die Flamen und die seeländischen Rebellen erlitt. Eine wichtige Erkenntnis ist, dass geschlagene Ritter andere zum Ritter schlagen konnten (Stoke, „Rijmkroniek“, VIII, 660–679). Die Rijmkroniek erwähnt auch die Ritterschläge anderer Personen als „gute Knappen“ (Edelknechte), die in der Schlacht an der Gouwe am 10. und 11. August 1304 zum Ritter geschlagen wurden (Stoke, Rijmkroniek, IX, 945–949). Die Rijmkroniek unterstützt indirekt die Vorstellung, dass Floris V. die soziale Mobilität förderte, indem er Individuen außerhalb des traditionellen Adels zum Ritter schlug. Dies geschieht durch die Darstellung von Knappen, die die Ritterschaft erlangen. Dadurch wird das Bild der Grafen von Holland als Herrscher gestärkt, die Verdienste belohnen (A. Janse, „Ridderslag en ridderlijkheid in laat-middeleeuws Holland. Bijdragen en mededelingen betreffende de geschiedenis der Nederlanden“, CXII (1997) 317–335; R. Fruin und P. C. Molhuysen, Hrsg., „Philippus de Leyden. De cura reipublicae et sorte principantis“ (Den Haag, 1900) 267; cas. LXII 20).

## Historische Verweise, Chroniken und Dokumente
- Chronik von Holland: Diese Chronik aus dem 14. Jahrhundert erwähnt, dass Graf Floris V. einen Ritterorden gründete, nennt diesen jedoch nicht explizit.
- Chronik des Cornelius Aurelius: Diese Chronik aus dem 16. Jahrhundert bestätigt die Gründung des Ordens durch Graf Floris V. und erwähnt die Erhebung von Bürgern in den Ritterstand.
- Inleiding tot de Hollandse Rechtsgeleerdheid (Einleitung in die holländische Rechtsgelehrsamkeit) von Hugo de Groot: Dieses juristische Werk aus dem 17. Jahrhundert bestätigt die historische Erzählung von der Erhebung von Bürgern durch Graf Floris V. und dem darauffolgenden Aufkommen von „welgeboren mannen“ (wohlgeborenen Männern) (Band 1, 14. Absatz, Nr. 4).
- Reimchronik: Diese Chronik aus dem 13. Jahrhundert, obwohl der Orden nicht explizit genannt wird, bietet Kontext für das soziale und politische Klima der damaligen Zeit, einschließlich der Erhebung von Bürgern in den Ritterstand (Stoke, Reimchronik, VIII, 660–679; IX, 945–949).
- Chronik von Zeeland von Johan Reygersberg: Diese Chronik aus dem 16. Jahrhundert erwähnt den Orden und seine Insignien und beschreibt diese als eine goldene Halskette mit Jakobsmuscheln.
- Annales généalogiques de la maison de Lynden von Christophorus Butkens: Dieses Werk aus dem 17. Jahrhundert liefert detaillierte Informationen über den Orden, einschließlich der Namen der zwölf Ritter, die ihm angehörten.
- Donationes Belgicae von Aubertus Miraeus: Dieses Werk aus dem 17. Jahrhundert verweist auf ein altes niederländisches Manuskript, das „Register van de Ridderschap“ (Register der Ritterschaft), das weitere Details über den Orden enthält.

## Historischer Dialog
Mit der Rückkehr von König Wilhelm I. in die Niederlande blieb der Orden unabhängig und souverän. Im Laufe des 19. Jahrhunderts wurden zahlreiche Dialoge und Publikationen der Geschichte und den Traditionen des Ordens gewidmet, insbesondere von M.L. Baron van Hangest d'Yvoy und F.G. Baron van Lynden van Hemmen. Die Standpunkte betrafen Genealogie, historische Dokumente, die romantische Wiederbelebung der Gründung des Ordens und seine ritterliche Entwicklung.

## Der Orden heute

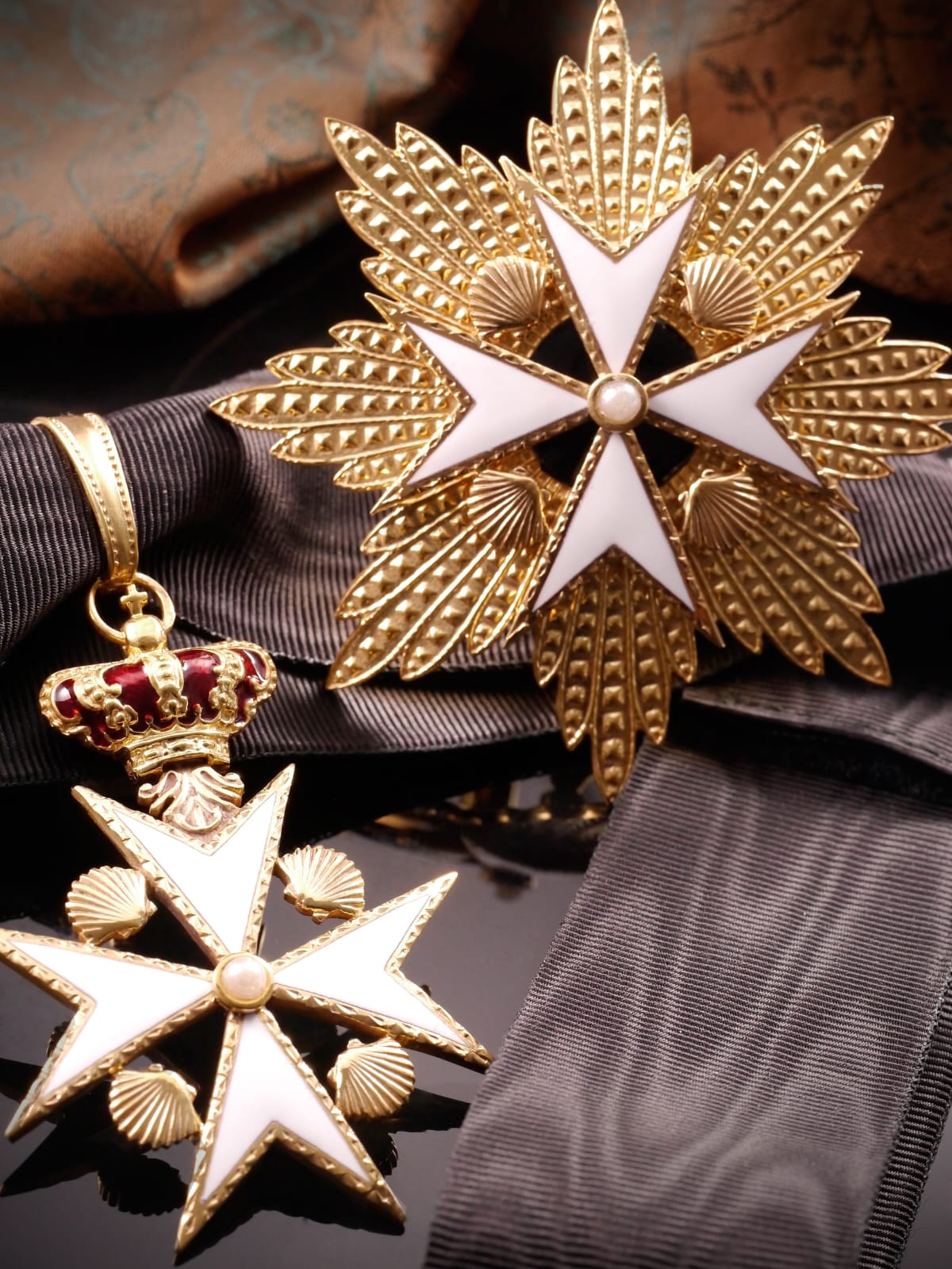
Modernes Halskreuz und Großkreuz des Ordens, hergestellt von Ramón Vallejo Cabañes.

Der Orden wurde in einem offiziellen Dokument der niederländischen Generalstaaten aus dem 18. Jahrhundert erwähnt; von 1588 bis 1795 war dies die Versammlung der sieben Vereinigten Provinzen, die die niederländische Republik bildeten. Das Dokument besagt, dass Jan Willem Folkers Mitglied des Ordens vom Heiligen Jakob war. Jan Willem Folkers war eine prominente Persönlichkeit im Groningen des 18. Jahrhunderts, der sein Leben dem öffentlichen Dienst innerhalb und außerhalb der Stadt widmete. Seine Karriere begann mit Rollen im Stadtrat als vereidigtes Mitglied und Wähler. Später hatte er die Position des „Kluftheer“ inne, möglicherweise mit der Aufsicht über ein bestimmtes Viertel in Groningen betraut, bevor er 1749 offiziell Ratsmitglied wurde. Gleichzeitig diente er als „Stadtjägermeister“ und war für die Einhaltung der Jagdvorschriften verantwortlich. Folkers' Einfluss reichte über die Stadt hinaus, er vertrat Groningen in der Provinzregierung und sogar in den nationalen Generalstaaten. 1763 wechselte er zur Admiralität von Amsterdam (der größten der fünf niederländischen Admiralitäten zur Zeit der niederländischen Republik) und trat die Nachfolge von R.B. Mareesz an. Sein Engagement für den öffentlichen Dienst gipfelte in seiner Direktorenposition für die Provinz in der Niederländischen Westindien-Kompanie. Folkers' vielfältige Rollen, von der lokalen Verwaltung bis zum internationalen Handel, festigen seine bedeutenden Beiträge zu Groningen und der niederländischen Republik in dieser Ära (Quelle: Lijst van gezagsdragers vermeld in het Regeringsboek afkomstig uit het Gemeente-archief Groningen 1594 – ca. 1811). Dies verdeutlicht den Einfluss und den offiziellen Status des Ordens im 18. Jahrhundert.

### Rechtliche Organisation
Der moderne Orden ist rechtlich als eine niederländische Privatstiftung organisiert. Die rechtliche Struktur der niederländischen Stiftung wurde 1957 durch gesetzliche Bestimmungen formal kodifiziert, die Regeln für Gründung, Verwaltung und Führung festlegten.